# جون بيكروفت
جون بيكروفت (بالإنجليزية: John Beecroft)‏ هو مستكشف نيجيري، ولد في 1790، وتوفي في 10 يونيو 1854.

## وصلات خارجية
- جون بيكروفت على موقع الموسوعة البريطانية (الإنجليزية)